# Dyre Vaa

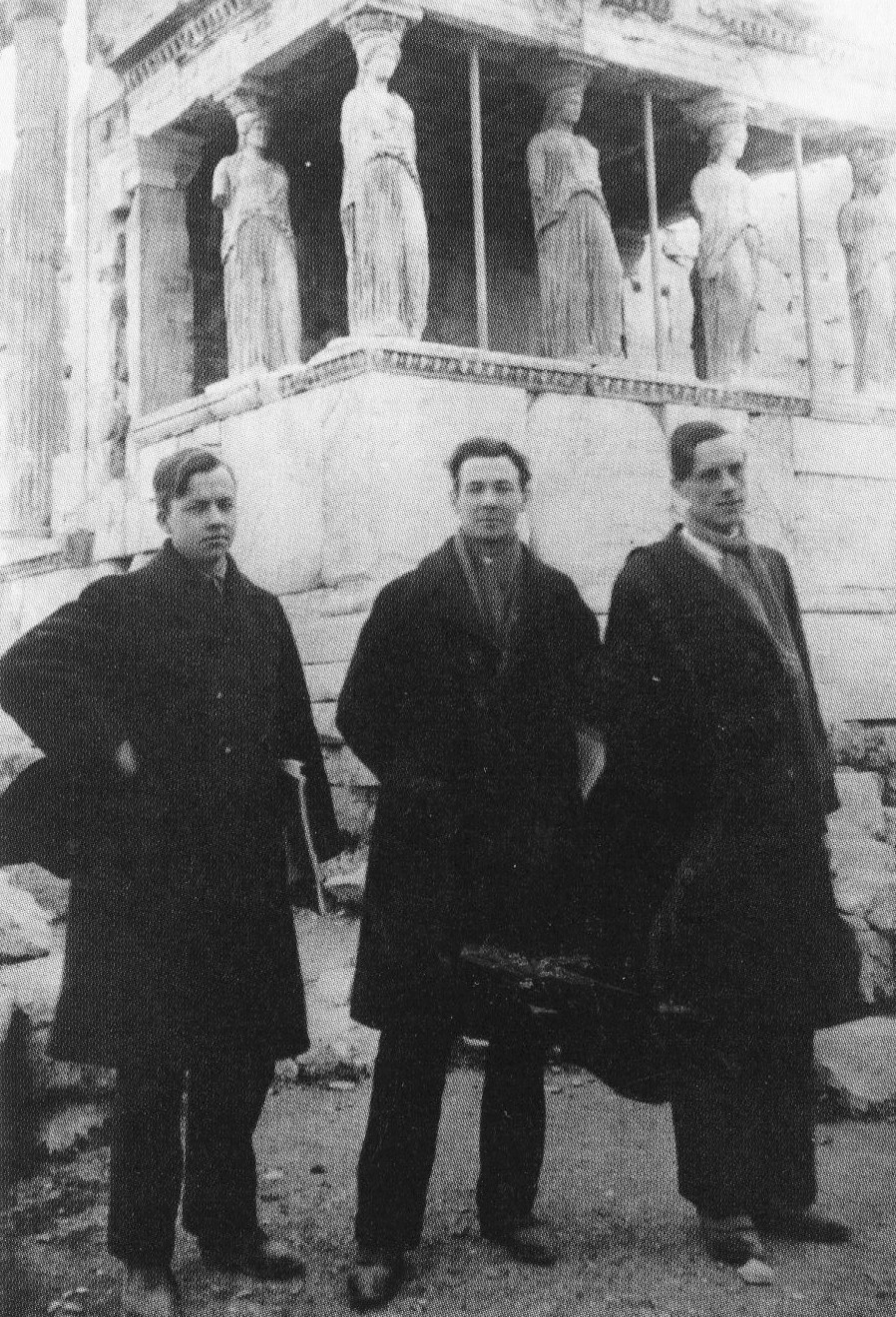
Från vänster: Dyre Vaa, Erik Grate och Paul Hedqvist på studieresa i Athen, 1924.

Dyre Vaa, född 19 januari 1903 i Kviteseid, död 11 maj 1980 i Rauland, var en norsk skulptör och målare.

## Biografi
Dyre Vaa växte upp i Kviteseid. Han gifte sig 1927 med sin tidigare klasskamrat, sjuksköterskan och konsthistorikern Thora Bojer, som var dotter till författaren Johan Bojer, och fick med henne sex barn. Dyre Vaa flyttade med familjen till Rauland under första hälften av 1930-talet. Han var bror till Aslaug Vaa.
Han utbildade sig på Statens håndverks- og kunstindustriskole i Oslo för Torbjørn Alvsåker och på Statens Kunstakademi för Wilhelm Rasmussen. Från 1930-talet ägnade Dyre Vaa tid också åt målande och hämtade många motiv från Bitdal i Rauland, en trång dal in mot  Hardangervidda. 

## Offentlig konst i urval
- Svanefontenen på borggården till Oslo rådhus
- Peer Gynt, Veslefrikk med fela, Kari Trestakk och Kvitebjørn Kong Valemon, brons, 1937, Ankerbrua nederst på Grünerløkka i Oslo.
- staty över Aasmund Olavson Vinje, vid studentbyen i Sogn i Oslo
- staty över Ludvig Holberg tillsammans med komedifigurerna Henrik och Pernilla, brons, 1939, utanför Nationaltheatret i Oslo[1]
- Sjøfartsmonumentet i Bergen, brons, 1939-45, invigt 1950
- Huldra, brons. rest omkring 2013, Ekebergparken skulpturpark i Oslo